# کایانلو
کایانلو (به ایتالیایی: Caianello) یک کومونه در ایتالیا است که در استان کسرتا واقع شده‌است.

## خصوصیات
کایانلو ۱۵٫۶ کیلومترمربع مساحت و ۱٬۷۹۱ نفر جمعیت دارد و ۲۳۶ متر بالاتر از سطح دریا واقع شده‌است.